# Emmanuelle Riva
Emmanuelle Riva (Cheniménil, 1927. február 24. – Párizs, 2017. január 27.) BAFTA- és César-díjas francia színésznő.

## Élete és pályafutása
Szegény munkáscsaládban nőtt fel, varrónőként kezdett dolgozni és rövidesen belépett egy amatőr színtársulatba. Újságpályázat útján került Remiremontból Párizsba. 
1953-ban Párizsba ment és beiratkozott a színházi konzervatóriumba (Conservatoire national supérieur d’art dramatique). Ekkor vette fel ismertté vált művésznevét. Ezt követően a Gramont Színházban volt látható. 1954-től szerepelt közönség előtt. Az 1950-es évek végén már játszott színházban. Az 1956-1957-es évadban az Athénée színpadán a Warrenné mesterségében jutott szerephez. 
1957-től filmezett, 1959-ben vált keresetté és világhírűvé a Szerelmem, Hirosima című filmnek köszönhetően, melyet Alain Resnais rendezett. 1963-ban G. Wilson rendezésében feladatot kapott a Theatre National Populaire-ben Gorkij A nap fiai című drámájában. Jellemábrázoló tehetségét az Adua és társnői (1960) prostituáltjának alakja is igazolta. Emlékezetes alakítása volt még az 1962-ben bemutatott Tékozló szív című filmben, amelyért a Velencei Nemzetközi Filmfesztiválon elnyerte a Volpi Kupát.
2012-ben a Szerelem című filmben nyújtott alakításáért számos nagy díjra jelölték, melyből a BAFTA-, a César- valamint az Európai Filmdíj legjobb színésznőnek járó díját vehette át. Jelentős fesztiválok nyolcszor tüntették ki, Oscar-díjra egyszer jelölték. Filmjei mellett játszott színházakban, és három verseskötete is megjelent.
2017. január 27-én rákban halt meg egy hónappal a 90. születésnapja előtt. Riva soha nem ment férjhez és nem voltak gyerekei.

## Filmjei
- 1958 A nagy családok
- 1959 Szerelmem, Hirosima
- 1960 A kápó
- 1960 The Eighth Day
- 1960 Adua és társnői
- 1961 Léon Morin, Priest
- 1962 Tékozló szív (Thérèse Desqueyroux)
- 1963 A szerelem órái
- 1963 Caterina
- 1964 A nagy fogás (Le gros coup)
- 1965 Aki bújt, aki nem, ölök
- 1965 Thomas, a csaló (Thomas l'imposteur)
- 1966 Arany és ólom (L'or et le plomb)
- 1967 Keserű gyümölcsök
- 1967 A hivatás kovkázata
- 1967 Risky Business
- 1969 5000 km a nap felé (Eiko e no 5,000 kiro)
- 1970 A módosítás (La modification)
- 1973 Úgy fogok sétálni, mint egy őrült ló
- 1979 Lányok
- 1982 Szem, száj
- 1991 Levél Sachának
- 1993 Három szín: Kék
- 1993 Kétségek között
- 1997 Nagydarab és Kicsiagy
- 1999 Vénusz szépségszalon
- 2001 Médée
- 2001 Meghitt halál
- 2006 Kisfiam
- 2009 Egy ember és kutyája (A Man and His Dog)
- 2011 Francia hétvége (Le Skylab)
- 2012 Szerelem

## További információ
- Emmanuelle Riva a PORT.hu-n (magyarul)
- Emmanuelle Riva az Internetes Szinkronadatbázisban (magyarul)
- Emmanuelle Riva az Internet Movie Database-ben (angolul)
- Emmanuelle Riva a Rotten Tomatoeson (angolul)
- Emmanuelle Riva az AlloCiné weboldalán (franciául)
- Emmanuelle-Riva Profile. Famousfix.com. (Hozzáférés: 2023. február 2.)